# Markus Keller (Snowboarder)
 Markus (Mä) Keller (* 6. Dezember 1982 in Davos) ist ein Schweizer Snowboarder.
Er wurde 2003 Weltmeister in der Halfpipe bei der Snowboard-Weltmeisterschaft am Kreischberg. Beim Weltcup 2002 wurde er Dritter. 2006 wurde er Schweizer Meister in der Halfpipe, 2002 Schweizer Meister im Freestyle.
Am 14. März 2009 holte Markus Keller seinen ersten Weltcupsieg. Er gewann den Halfpipe-Event in La Molina in Spanien. Dank diesem Ergebnis wurde er schliesslich auch für die Olympischen Winterspiele 2010 in Vancouver nominiert. Zuvor erreichte er 2004 mit einem dritten Platz in Kreischberg erst einmal das Podest bei einem Weltcup-Wettbewerb.
Neben der FIS-Tour fährt er auch bei der Ticket to Ride World Snowboard Tour mit und gewann dort 2007 den Slopestyle-Wettkampf «Crans Montana Champs Open» in der Schweiz.
Markus Keller lebt in Bottighofen am Bodensee.